# USS Ticonderoga (CV-14)
Pour les autres navires du même nom, voir USS Ticonderoga.
L'USS Ticonderoga (CV-14) est un porte-avions de la classe Essex appartenant à l'United States Navy.

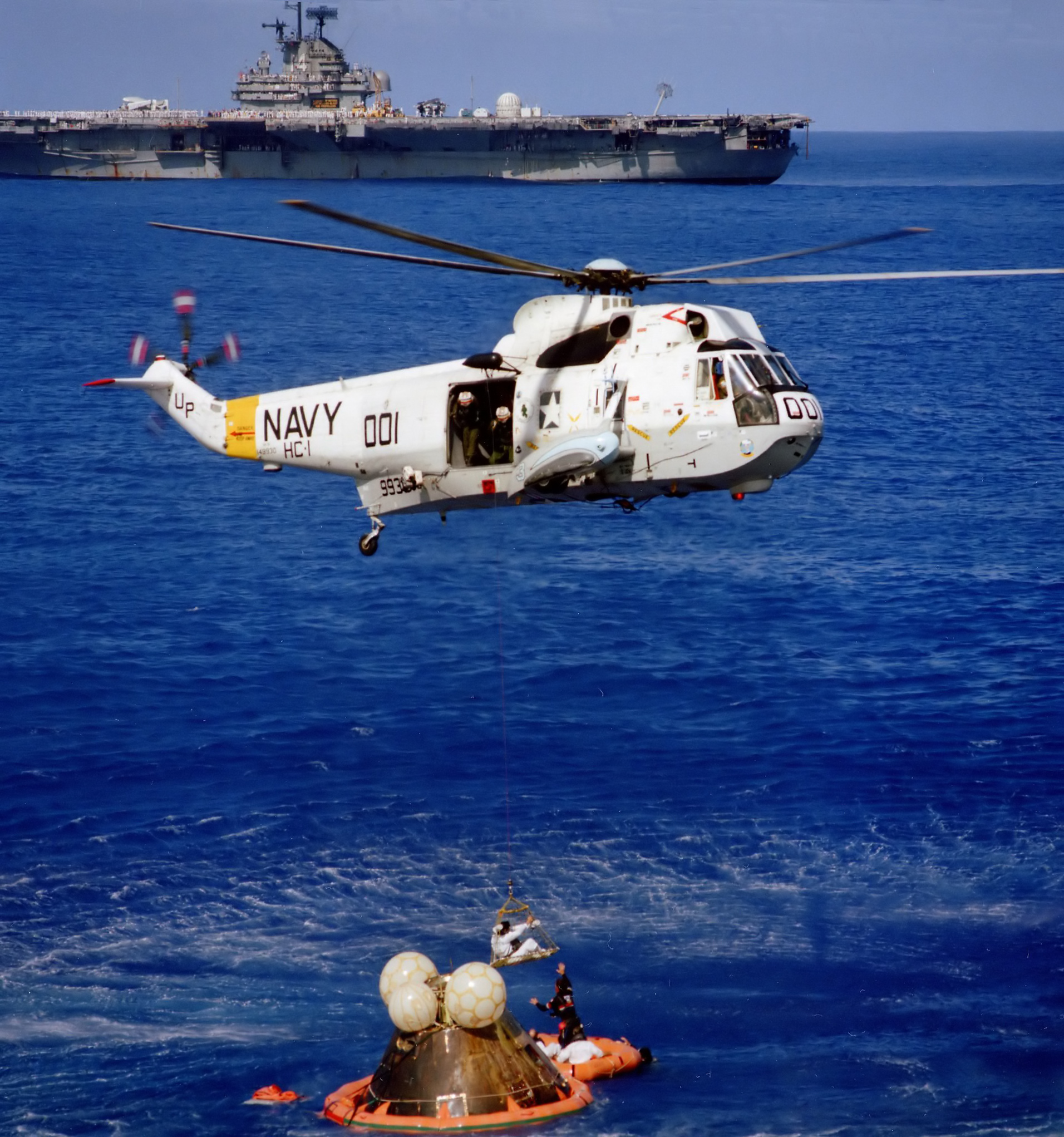
Récupération d'Apollo 17, le 19 décembre 1972 dans l'océan Pacifique.

## Genèse et déploiements
Il devait initialement s'appeler Hancock et sa construction débute en février 1943 au chantier naval Newport News Shipbuilding, mais il reçoit le nom de Ticonderoga en l'honneur de la prise du Fort Ticonderoga pendant la Révolution américaine. Il est le quatrième bâtiment de l'US Navy à porter ce nom. Il est mis à l'eau en février 1944 et entre en service le 8 mai.
Affecté en septembre dans le Pacifique, après sa période d’entraînement, il est à Palaos, Leyte, Luçon, etc. Une attaque de kamikaze (deux avions) lui cause de sévères dommages au large de Formose le 2 janvier 1945. Le porte-avions compte cent quarante morts. En mai, il participe aux opérations de bombardement sur le Japon.
Retiré début 1947, il sera modernisé et, sous l’appellation CVA-14, reprend le service en 1954 dans l’Atlantique. Il regagne ensuite le Pacifique puis est déployé au Viêt Nam devenant CVS-14.

## Accident grave
Le 5 décembre 1965, un avion d'attaque A-4E, transportant une arme atomique B43 de 70 kt à une mégatonne, glisse accidentellement du porte-avions, alors qu'il fait route de la base navale de Subic Bay aux Philippines à Yokohama. L'appareil, son pilote, le lieutenant « junior grade » Douglas M. Webster, et sa cargaison disparaissent par près de 5 000 mètres de fond. L'événement ne sera révélé par le Pentagone qu'en mai 1989, précision faite alors qu'il a eu lieu à 130 kilomètres à l'est de Kikai-shima, province d'Okinawa (Japon).

## Fin de service
Durant les quinze derniers mois de service, le porte-avions effectuera trois missions de récupération de capsules Apollo : tout d'abord celles des équipages des deux dernières expéditions lunaires, Apollo 16 (le 27 avril 1972) et Apollo 17 (le 19 décembre 1972). Puis celle de la première des trois missions du programme Skylab : Skylab 2 (le 22 juin 1973).
Il est « mis en retraite » le 16 novembre 1973.